# پرت اند ویتنی
پِرَت اند ویتنی (به انگلیسی: P & W: Pratt & Whitney) شرکت هوافضای آمریکایی در زمینه طراحی، توسعهٔ فناوری و تولید موتورهای جت، موتورهای موشک و موتورهای توربین‌های گازی است که اکنون یکی از زیرمجموعه‌های آرتی‌اکس کورپوریشن می‌باشد. سود این شرکت در سال ۲۰۱۰ مبلغی بالغ بر ۱٫۹۹ میلیارد دلار و درآمد آن‌ها در حدود ۱۲٫۴۹ میلیارد دلار بوده‌است. این شرکت دارای ۳۵ هزار کارمند است که ۱۱ هزار مشتری را در ۱۹۸ کشور جهان پشتیبانی می‌کنند.

## تاریخچه

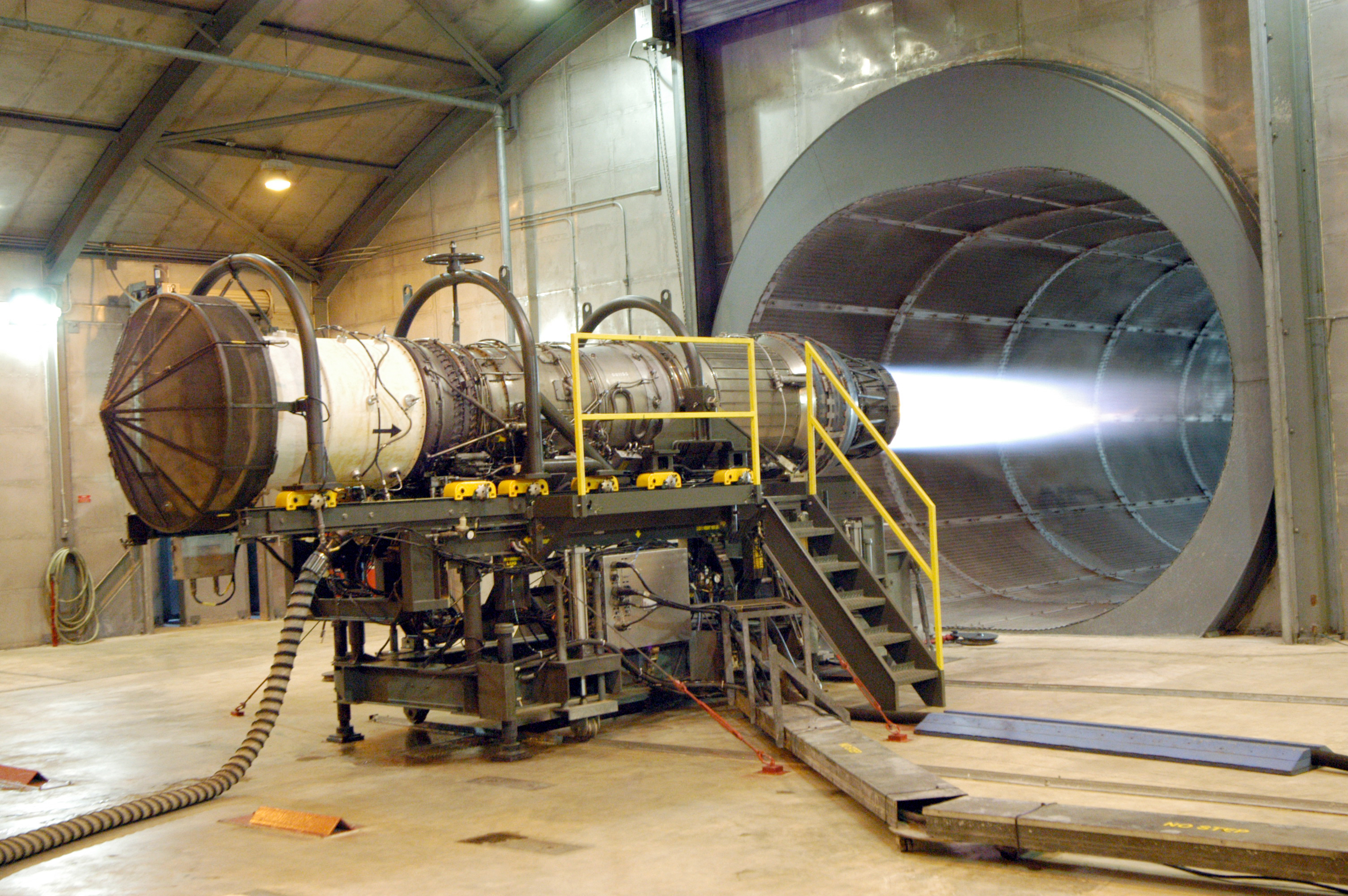
آزمایش موتور اف-۱۰۰ جنگنده اف-۱۵

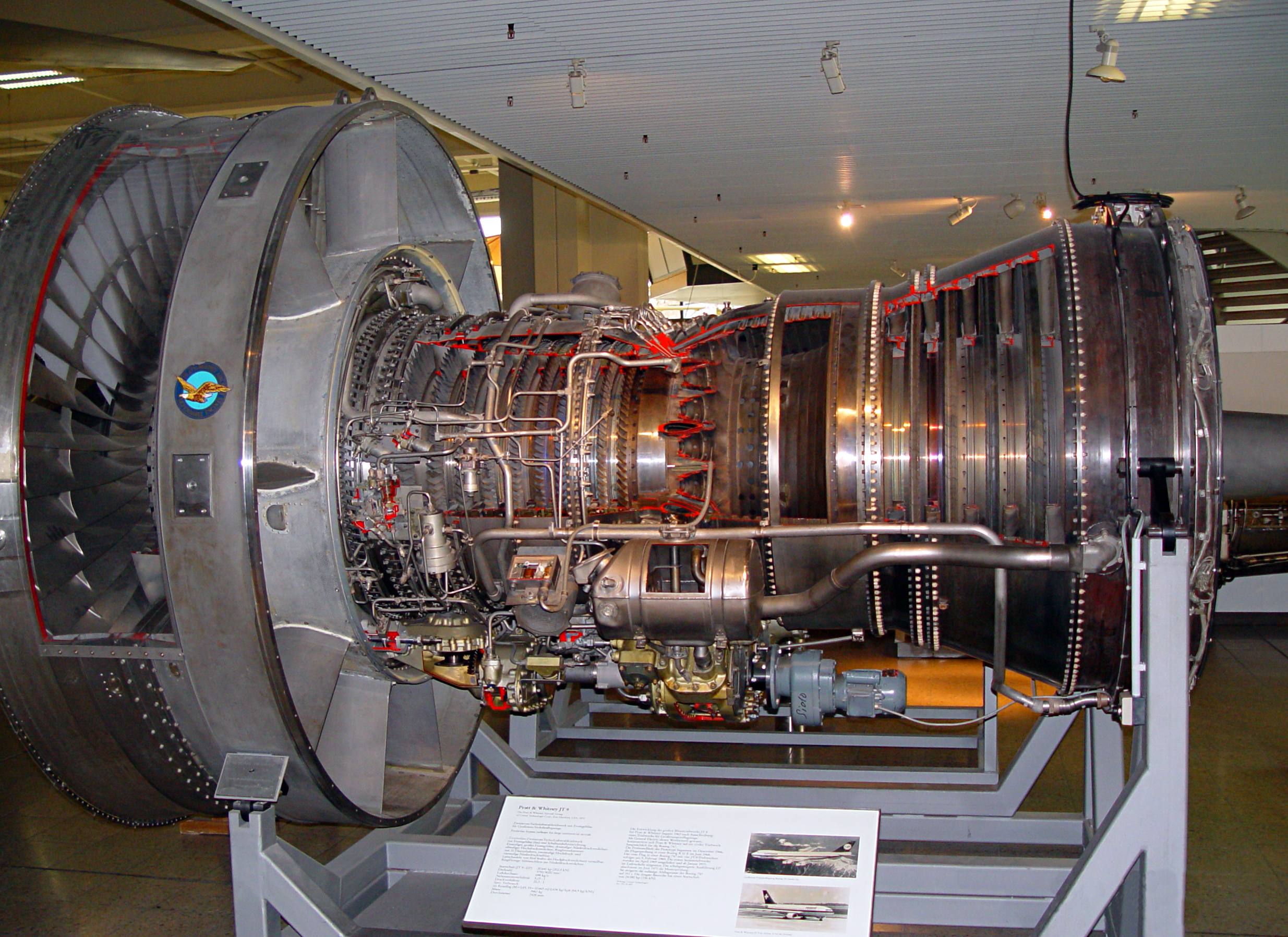
ساختار داخلی موتور JT9D هواپیمای بوئینگ-۷۴۷

این شرکت در سال ۱۹۲۵ توسط فدریک رنتشلر در شهر هارتفرد تشکیل شد. موتور ۴۱۰ اسب‌بخاری که با هوا خنک می‌شد، نخستین محصول این شرکت بود. این موتور تغییرات بسیاری در زمینهٔ هوانوردی ایجاد کرد.

## محصولات
این شرکت موتور هواپیماهای اف-۱۴تامکت، اف-۱۵ ایگل، جنگندهٔ اف-۱۶ فایتینگ فالکن، اف-۲۲ رپتور و اف-۳۵ لایتنینگ ۲ را تولید کرده‌است. در عین حال موتور مورد استفاده در هواپیمای ترابری نظامی گلوبمستر ۳ را نیز ساخته است. پرت اند ویتنی کانادا تا کنون ۷۳۰۰۰ موتور تولید کرده‌است که از این تعداد حدود ۴۷۰۰۰ هنوز در حال استفاده هستند و این شمار به ۲۵۰۰۰ هواپیما متعلق به ۱۰۰۰۰ شرکت در ۱۹۸ کشور جهان نیرو می‌دهد. حدود ۳۰ درصد از همه هواپیماها در حال پرواز در جهان از موتورهای پرت اند ویتنی استفاده می‌کنند. این شرکت برای توسعهٔ محصولات خود با شرکت‌هایی نظیر ایریوانجین و انجین الاینس همکاری می‌کند.
این شرکت یکی از قوی‌ترین سازندگان موتورهای توربوفن در جهان است.

## توربین
این شرکت در زمینهٔ تولید توربین‌های گازی نیز فعال است. سامانه پیور سایکل از ابداعات این شرکت می‌باشد، که از منابع گرمایی مانند گاز، نفت یا زمین برق تولید می‌کند.

## موتور موشک
پرت اند ویتنی راکتداین تاکنون به ۱۶۰۰ پرواز فضایی قدرت بخشیده‌است. این شرکت یکی از همکاران اصلی برنامهٔ فضایی آمریکا از زمان ایجاد آن بوده‌است. این همکاری تاکنون در زمینهٔ موتورهای اصلی شاتل فضایی و موتورهای موشک‌های اتلس و دلتا ادامه دارد.

## فهرست کامل محصولات

### موتورهای هوپیماهای مسافری
- پی‌وی۲۰۰۰ برای بوئینگ ۷۴۷
- پی‌وی۴۰۰۰ برای بوئینگ ۷۴۷، ۷۶۷ و ۷۷۷ و ایرباس آ-۳۰۰، آ-۳۱۰ و آ-۳۳۰
- پی‌وی ۶۰۰۰ برای ایرباس آ-۳۱۸
- جی‌پی ۷۰۰۰ برای ایرباس آ-۳۸۰
- وی۲۵۰۰ برای ایرباس آ-۳۱۹، آ-۳۲۰ و آ-۳۲۱[۱]
- پیور پاور پی‌وی۱۰۰۰جی برای هواپیما سری سی بمباردیر، جت محلی میتسوبیشی، ایرباس آ-۳۲۰ نئو و ایرکوت ام‌سی-۲۱

### موتورهای هواپیماهای جنگی
- موتور تی اف ۳۰ برای  اف ۱۴ تامکت
- موتور اف۱۰۰ برای اف-۱۵ ایگل و اف-۱۶ فایتینگ فالکون
- موتور اف۱۱۷ برای سی-۱۷ گلوبمستر ۳
- موتور اف۱۱۹ برای اف-۲۲ رپتور
- موتور اف۱۳۵ برای اف-۳۵[۱]

موتور J58 برای هواپیمای لاکهید اس.آر ۷۱ ای بلک برد و لاکهید ای 12 که ارتقا داده ی آن می باشد

### دیگر موتورها

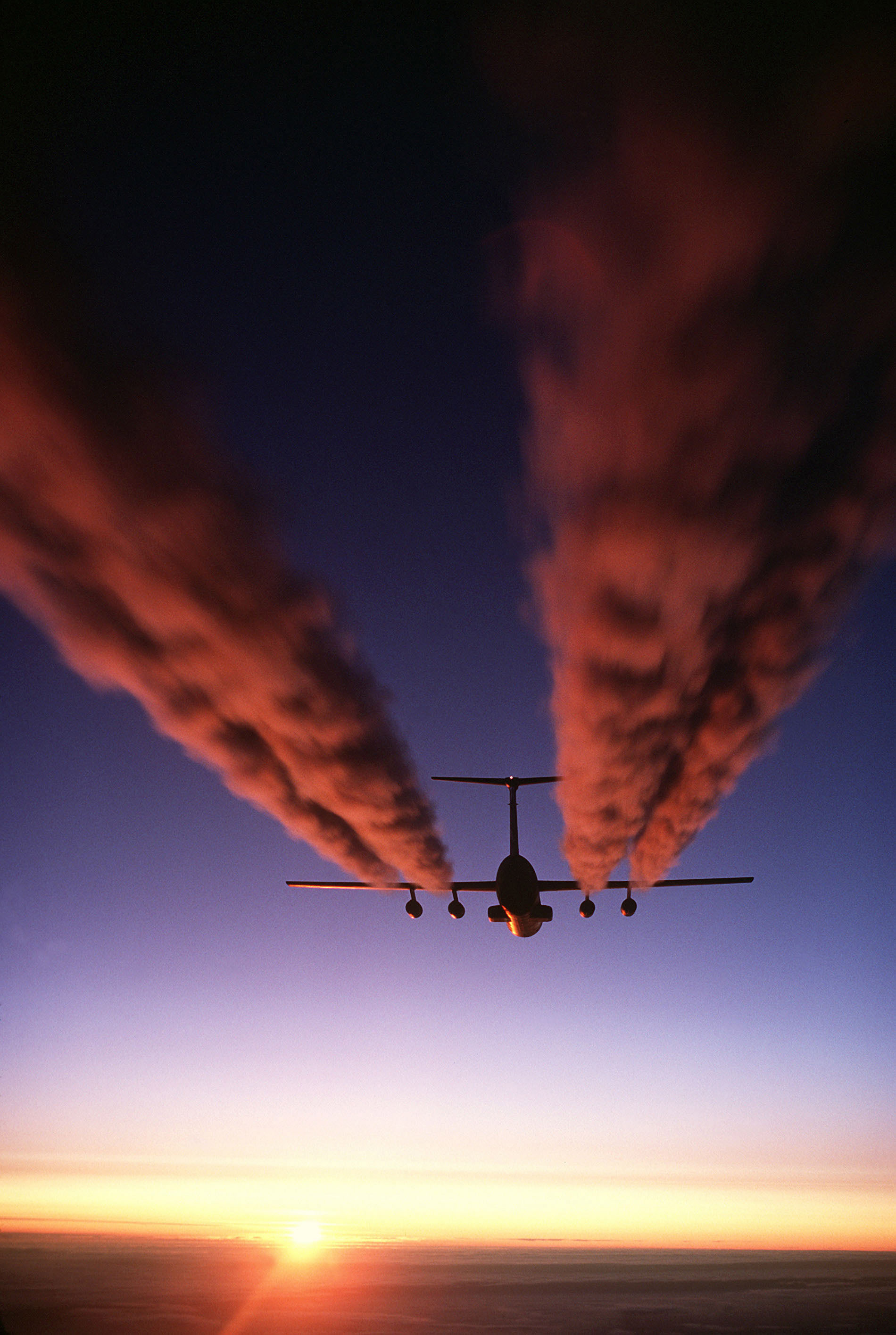
سی-۱۴۱ استارلیفتر با چهار موتور خود بر فراز قطب جنوب ابر خطی ایجاد می‌کند

پرت اند ویتنی کانادا ۱۳ خانواده از محصولات را دارا می‌باشد که شامل موتورهای زیر می‌شود:
- جی‌تی۱۵دی
- پی‌تی۶آ
- پی‌تی۶بی
- پی‌تی۶سی
- پی‌تی۶تی
- پی‌وی۱۰۰
- پی‌وی۱۵۰
- پی‌وی۱۰۰
- پی‌وی۲۰۰
- پی‌وی۲۱۰
- پی‌وی۳۰۰
- پی‌وی۵۰۰
- پی‌وی۶۰۰
- پی‌وی۸۰۰[۱]